# Hans von Seisser
Hans Ritter von Seisser (né à Wurtzbourg le 9 décembre 1874 et mort à Munich le 14 avril 1973) est un colonel allemand. Il fut à la tête de la police d'État bavaroise en 1923 et l'un des dirigeants du triumvirat bavarois en compagnie de Gustav von Kahr et Otto von Lossow. Il fut l'un des principaux acteurs qui permit l'échec du putsch de la Brasserie perpétré par Adolf Hitler.

## Origines
Né en 1874 dans le Nord-Ouest de la Bavière, à Wurtzbourg, Hans von Seisser est le fils de Ludwig-Barbarossa Seisser, juge au tribunal de commerce de Bavière. La famille Seisser dirige une maison de commerce textile (depuis 1773) et une banque, la « Bankhaus Louis Seisser » à Wüzburg. Son oncle Andreas von Seisser était président de la Banque d'État bavaroise.
Seisser se marie avec Wally Leube, fille du pathologiste et spécialiste des maladies organiques, le Dr Wilhelm von Leube. La sœur de Seisser se marie avec le chevalier von Braun. En 1893, Seisser rejoint le 2e régiment d'artillerie de campagne royal bavarois (de). À la déclaration de la guerre en 1914, il a le grade de commandant. Le 26 septembre de la même année, il reçoit le privilège d'être anobli à titre non héréditaire. Le 16 septembre 1920, il est nommé lieutenant-colonel avant d'être incorporé à la police d'État bavaroise.

## Seisser et leputsch de la Brasserie
Aux côtés de Gustav von Kahr et Otto von Lossow, il forme le triumvirat des notables bavarois qui pourraient être convaincus par Adolf Hitler d'un putsch contre le pouvoir en place à Munich. Le 8 novembre 1923, Hitler attaque au cours d'une réunion dans la cave de la Bürgerbräukeller avec ses SA armés. Ce dernier presse Kahr, von Lossow et Seisser dans une pièce voisine. Hitler semble avoir crié : « Si cela rate, j'ai quatre coups de feu dans mon pistolet, trois pour mes collaborateurs s'ils me quittent, la dernière balle pour moi ». Erich Ludendorff s'ajoute aux putschistes.
Seisser fait désormais partie du nouveau gouvernement bavarois mis en place par Hitler. Mais au cours de la nuit du 8 au 9 novembre 1923, le triumvirat se rétracte et refuse de participer au gouvernement. Lossow et Seisser annoncent à la police d'État bavaroise qu'ils ont été contraints par Hitler, dans la cave de la Bürgerbräukeller, sous la menace d'une arme.
Hitler et Ludendorff sont discrédités. Seisser fait alors verrouiller le centre de Munich par la police contre l'avancée des troupes SA. Au petit matin du 9 novembre, le putsch s'écroule après avoir tenté de prendre le ministère bavarois de la Guerre. Après l'arrivée au pouvoir de Hitler, Seisser est arrêté et enfermé un certain temps au camp de Dachau. De mai à août 1945, il s'associe à l'armée américaine qui le place préfet de police de la ville de Munich. Il meurt en 1973 à 98 ans dans cette même ville.